# Berber Kamstra
Berber Kamstra (Zaandijk, 1 april 1960) is een voormalig Nederlands vrĳeslagzwemster.

## Carrière
In 1976 vertegenwoordigde ze Nederland op de Olympische Zomerspelen 1976 in Montréal. Op de 100 meter verloor ze van haar tegenstanders. Datzelfde jaar behaalde ze de derde plaats op de Nationale Zwemkampioenschappen in Volendam. In 1978 behaalde ze de 21e plaats op de 200 meter en 4x100 meter op het wereldkampioenschap in Duitsland.

## Galerij

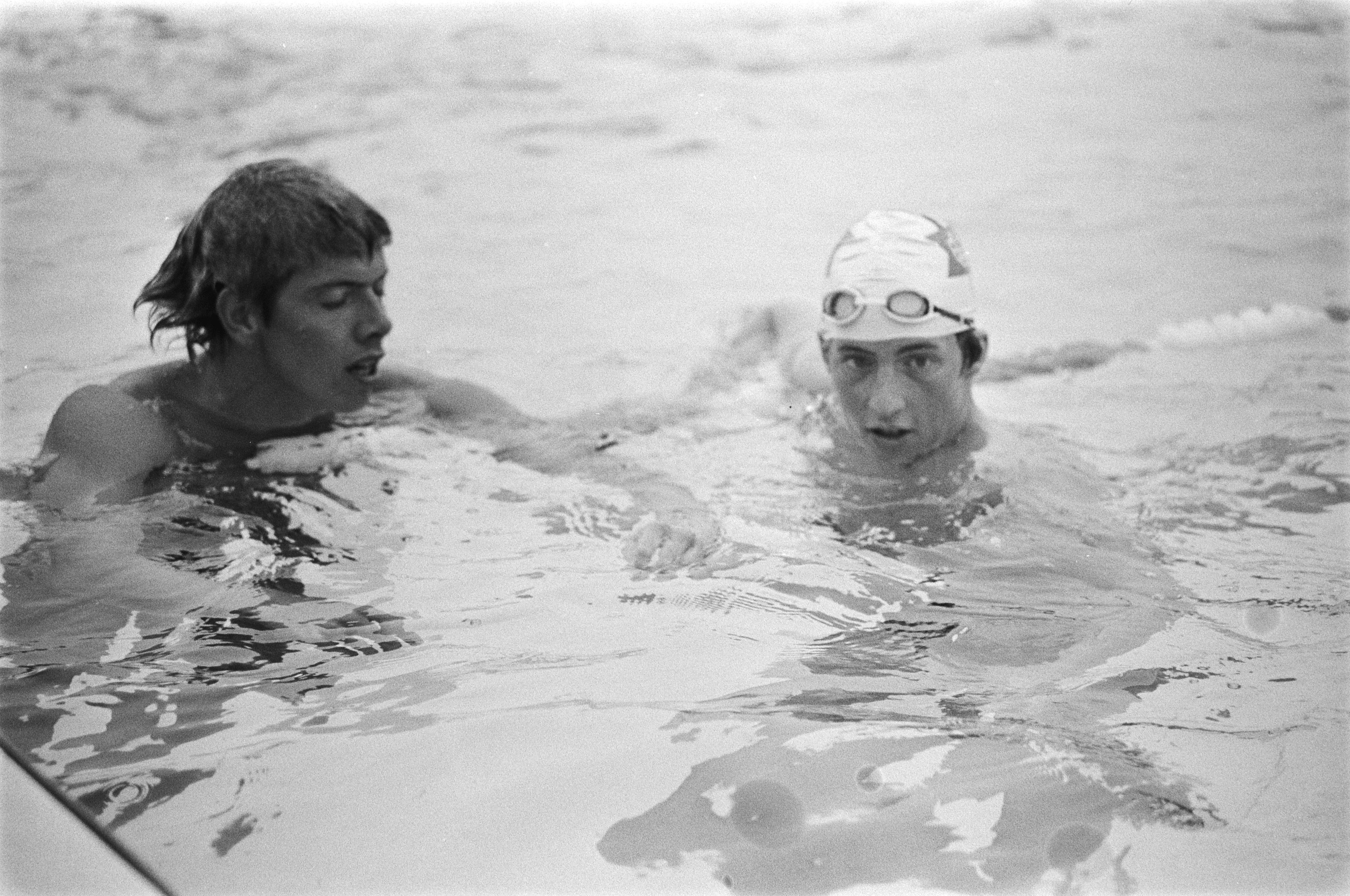
Kamstra op de kampioenschappen in Volendam (rechts, 1976)